# Espinaredo
Espinaréu  es una parroquia española de la comarca de Oriente, concejo de Piloña, Asturias. Es conocida por su gran cantidad de hórreos.

## Geografía
Está situada en la sierra del Bedular junto al río Infierno, en el afluente del Espinaredo.

### Núcelos
| Nombre             | Población (2020) |
| ------------------ | ---------------- |
| Cuerrias           | 4                |
| Porciles           | 10               |
| Riofabar           | 26               |
| Sierra             | 1                |
| Soto de Espinaredo | 19               |
| La Villa           | 46               |
| El Barro           | 0                |
| Campón, El         | 2                |
| Ferrán             | 10               |
| Pandelamazca       | 2                |
| Pedroso, El        | 2                |
| Raicedo            | 1                |
| Rioquemado         | 2                |
| Sobanedo           | 0                |
| Tabayón, El        | 3                |

## Fiestas locales
- Fiesta de Nuestra Señora de las Nieves, 5 de agosto.[5]

## Lugares de interés

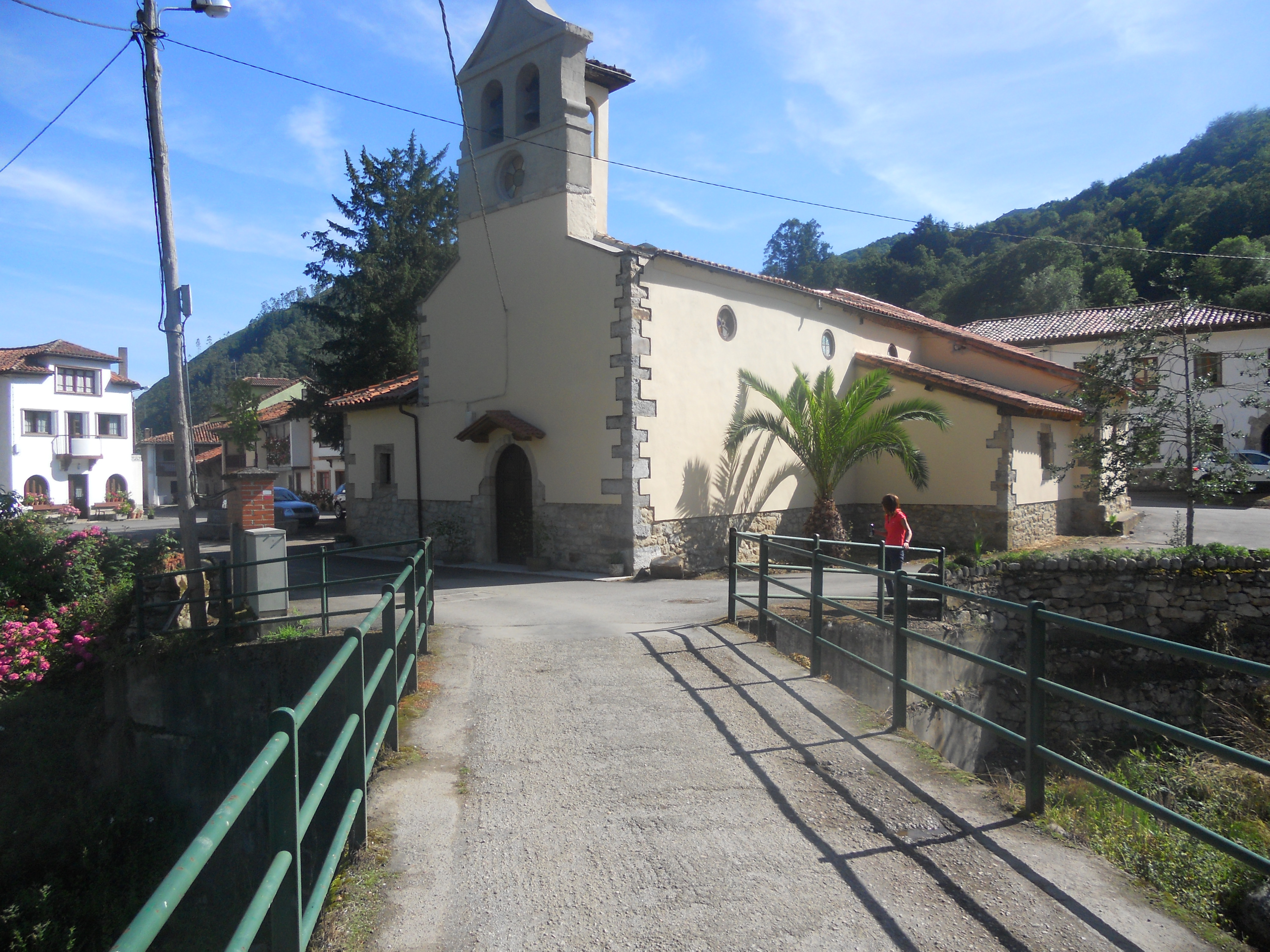
Iglesia de Santa María de las Nieves, en la Villa.

### Iglesia de Santa María de las Nieves
La Iglesia del municipio se encuentra en la Villa, está dedicada a Santa María de las Nieves, la festividad en su honor se celebra el 5 de agosto.

### Arboreto de Miera
Es un arboreto de 80 hectáreas con ejemplares de robles, castaños, nogales, alisos, avellanos, hayas y abedules.

## Demografía
| Gráfica de evolución de Espinaredo entre 2000 y 2020 |
|                                                      |
| Datos del padrón municipal 2020 del INE.             |